# Mary Seymour
Mary Seymour (30 augustus 1548 - vermoedelijk 1550) was het enige kind van Catharina Parr, koningin van Engeland van 1543 tot 1547 als zesde en laatste echtgenote van Hendrik VIII van Engeland, en Thomas Seymour, Baron van Sudeley. 
Mary's moeder stierf enkele dagen na Mary's geboorte in het kraambed. Haar vader werd in 1549 beschuldigd van verraad en geëxecuteerd in de Tower of London. Mary kwam onder voogdij te staan van Catherine Willoughby, de hertogin van Suffolk. Na 1550 wordt Mary's naam niet meer genoemd, waardoor ervan uit wordt gegaan dat zij niet veel ouder is geworden dan twee. 